# Zaragoza (ort i Colombia, Antioquia, lat 7,49, long -74,87)
Zaragoza är en ort i Colombia.   Den ligger i departementet Antioquía, i den norra delen av landet, 300 km norr om huvudstaden Bogotá. Zaragoza ligger 66 meter över havet och antalet invånare är 18 795.
Terrängen runt Zaragoza är huvudsakligen platt. Zaragoza ligger nere i en dal. Runt Zaragoza är det ganska glesbefolkat, med 26 invånare per kvadratkilometer. Närmaste större samhälle är El Bagre, 14,2 km nordost om Zaragoza. Omgivningarna runt Zaragoza är en mosaik av jordbruksmark och naturlig växtlighet.